# Зелёный Дол (Оренбургская область)
Зелёный Дол — посёлок в Октябрьском районе Оренбургской области. Входит в состав Краснооктябрьского сельсовета.

## История
В 1966 году указом Президиума Верховного Совета РСФСР посёлок фермы № 3 совхоза «Октябрьский» переименован в Зелёный Дол.

## Население
| 2010 |
| ---- |
| 191  |

## Улицы
| - ул. Бригадная 4-я, - ул. Карастаская, | - ул. Овражная, - ул. Центральная. |